# Baldur's Gate II: Shadows of Amn
Baldur's Gate II: Shadows of Amn is een rollenspel (RPG) dat is ontwikkeld door BioWare en uitkwam in september 2000.

## Spel
In het spel groeit het personage dat men speelt tijdens het spel. De karaktereigenschappen van het spelfiguur veranderen met de prestaties. Baldur's Gate is gebaseerd op de Forgotten Realms-setting van het spel Dungeons & Dragons. Forgotten Realms is een gefingeerde maar niettemin sterk gedefinieerde virtuele wereld, waarin zich bedachte steden en bewoners bevinden.
Baldur's Gate II begint niet lang nadat Baldur's Gate eindigt. De speler is ontvoerd en zit vast in de kerker van een tovenaar, genaamd Jon Irenicus. Tijdens een aanval van gemaskerde mensen, komt Imoen te hulp en bevrijdt de speler uit zijn cel. Nu is het de taak van de speler om uit de kerkers van Irenicus te ontsnappen.
Het pc-spel speelt zich af rond een van die steden in de Forgotten Realms (ook wel Faerun genaamd): Athkatla.
In 2023 kwam het vervolg Baldur's Gate 3 van Larian Studios uit.

### Uitbreiding
Van dit spel is een uitbreiding beschikbaar, genaamd "Throne of Bhaal".